# Fosse crânienne postérieure
La fosse crânienne postérieure (ou étage postérieur de la base du crâne)  est une dépression de la base interne du crâne qui contient le tronc cérébral et le cervelet

## Description
| Limites de la fosse crânienne postérieure :                 |
| ----------------------------------------------------------- |
| 1 : Dos de la selle de l'os sphénoïde                       |
| 2 : Bords supérieurs de la partie pétreuse de l'os temporal |
| 3 : Sillon du sinus transverse sur l'os occipital           |

La fosse crânienne postérieure est la plus basse des trois fosses crâniennes.
Elle correspond au plancher occipito-temporal de la base du crâne.
Elle est comprise entre le dos de la selle de l'os sphénoïde, le bord supérieur de la partie pétreuse de l'os temporal et le sillon du sinus transverse.
Le plancher est formé par la partie inférieure endocrânienne de l'écaille de l'os occipital, la face supérieure de sa partie basilaire. Les parois latérales antérieures sont formées par les faces postéro-supérieures endocrâniennes de la partie pétreuse de l'os temporal et des faces endocrâniennes de sa portion mastoïdienne.

## Contenus

### Foramen magnum
Le foramen magnum est la plus grande ouverture visible dans le plancher de la fosse. Il transmet le tronc cérébral, les portions ascendantes du nerf spinal accessoire (XI) et les artères vertébrales.

### Méat acoustique interne
Le méat acoustique interne se trouve dans la paroi antérieure de la fosse crânienne postérieure. Il permet le passage des nerfs crâniens facial (VII) et vestibulocochléaire (VIII) .

### Foramen jugulaire
Le foramen jugulaire se situe entre le bord inférieur de l'os temporal pétreux et l'os occipital adjacent. Il permet le passage la veine jugulaire interne qui débute à cet endroit, les nerfs glossopharyngien (IX), vague (X) et accessoire (XI).

### Canal du nerf hypoglosse
Le canal du nerf hypoglosse se trouve sur les marges antéro-latérales du foramen magnum et transmet le nerf hypoglosse (XII).

### Sinus veineux
Des sillons sont marqués par la présence des sinus transverses droit et gauche qui se rejoignent à la confluence des sinus.

## Aspect clinique
Une fosse crânienne postérieure sous-développée peut provoquer la malformation Arnold-Chiari.

## Galerie

Animation : fosse moyenne
Animation : les 3 fosses crâniennes
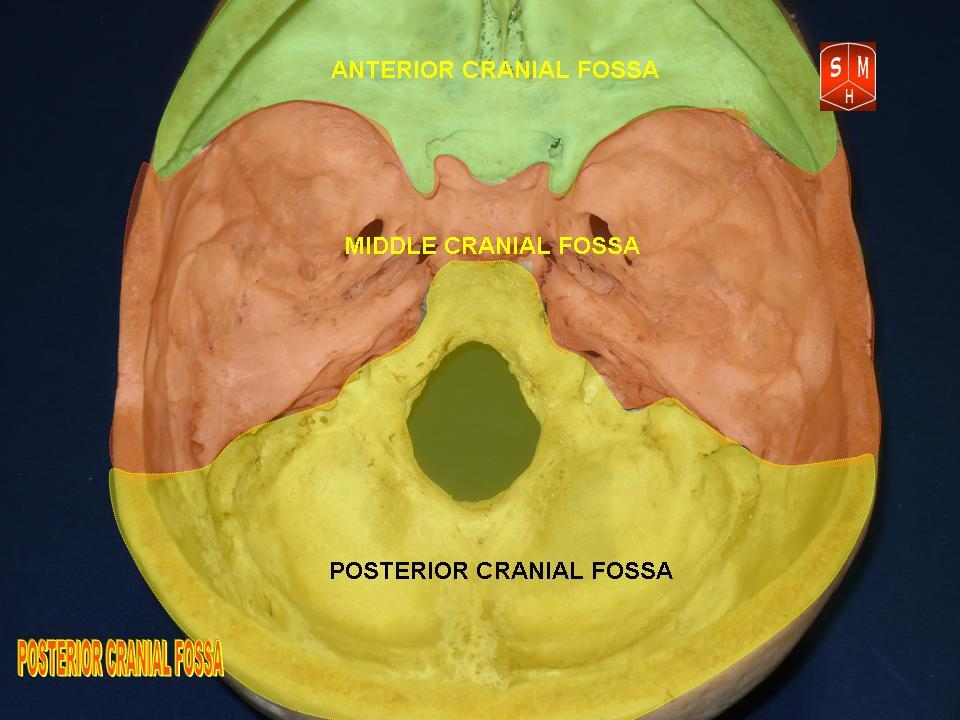
Les 3 fosses crâniennes sur os réel
Limites des 3 fosses